# 俞蕙萱
俞蕙萱（1919年—2011年12月9日），生於上海，為孫運璿之妻。

## 生平
生於上海富商之家，從小生活富裕，在物資缺乏的當時，上海家中竟有三艘遊艇。1947年嫁給孫運璿，婚禮在上海舉行。
1949年因國共內戰，孫家舉家隨國民政府遷往台灣，十幾口人，擠一間房子，只靠孫運璿一個人的薪水過活。根據俞蕙萱事後的說法，當時每過月半，薪水告鑿，就需要俞蕙萱拿出首飾典賣，貼補家用。俞蕙萱回憶，在她懷孕時，孫運璿要買顆滷蛋給她補身體，還要藏在衣袋內，進房間才敢拿出來，家中的小孩，衣服也是縫了又補，大的穿不下了，就留給小的，不能每餐吃白飯，「要配著蕃薯一起煮，有三、四樣菜，大都是青菜、豆腐，每個人夾兩筷子，就盤子見底了。」加上孫運璿母親的醫藥費，就佔去了薪水的一半，生活因而十分辛苦。直到孫運璿接受了世界銀行在奈及利亞的職務，薪水較優渥，三年下來，生活方有改善。
1970年孫運璿擔任交通部長，俞蕙萱開始在公眾面前活動，以簡樸低調聞名。由從政至逝世的這段期間，除公家供給之宿舍以外，從未另外購置其他不動產，夫婦兩人名下也沒有任何珠寶與古董，物質慾望並不高。
1984年孫運璿擔任行政院長任內，因中風退休。俞蕙萱長期照護其夫，不以為苦。2006年孫運璿在台北病逝。
2011年12月9日，俞蕙萱病逝於台北榮民總醫院。

## 家庭
配偶：孫運璿，共育有四名兒女。
長女：孫璐西，國立臺灣大學食品科技研究所特聘教授，與黃鎮台教授結婚，二人育有一子一女。
次女：孫璐筠，英國貨幣市場任職。
長子：孫一鶴，繼承父親衣缽成為電機工程師，旅居美國。
幺兒：孫一鴻，土木專家，旅居美國。